# Національна академія мистецтва і науки звукозапису
Національна академія мистецтва і науки звукозапису (англ. National Academy of Recording Arts and Sciences), також скорочено Академія звукозапису (англ. The Recording Academy), NARAS — музична академія США, заснована 1957 року як організація музикантів, продюсерів, інженерів та фахівців в галузі звукозапису.
Академія отримала широку міжнародну відомість як ініціатор і організатор нагороди Греммі.

## Основні цілі
Основними цілями діяльності Академії є:
- просування мистецтва та науки звукозапису, сприяння художньому, культурному, освітньому та технічному прогресу в галузі звукозапису;
- визнання видатних творчих досягнень і щорічне нагородження заслуг в індустрії звукозапису;
- захист інтересів виконавців, авторів пісень та професійних студій у національних, державних та місцевих директивних установах;
- сприяння і допомога дослідженнями в галузі звукозапису.

## Історія
28 травня 1957 року представники Decca, Columbia, RCA Victor та інших студій звукозапису зібрались у голлівудському ресторані «Brown Derby» і створили спільну організацію, присвячену мистецтву звукозапису, якій через кілька днів вибраний на першій зустрічі комітет дав назву «Національної академії мистецтва та науки звукозапису», або, скорочено, «Академія звукозапису», NARAS.
В серпні 1957 року в Лос-Анджелесі з'явилося перше відділення Академії, першим президентом якої став керівник Columbia Records Пол Вестон, а деякими з перших членів були співак Нет Кінг Коул, композитор Генрі Манчіні та керівник джазового оркестру Стен Кентон.
Нагорода, яку вирішили заснувати члени Академії, спочатку мала називатися «Едді» — на честь винахідника грамофону Томаса Едісона, але згодом була названа «Греммі», зберігаючи зв'язок з винаходом Едісона.
На початку існування метою Греммі було визнання музичних досягнень в індустрії розваг, як вже чинні премії кіноіндустрії та премія Еммі у телебаченні, і реклама звукозапису, роль якого у галузі розваг вважалась керівниками Академії недооціненою.
1 травня 1959 року Академія провела першу церемонію нагородження у готелі «Беверлі Гілтон» (Беверлі-Гіллз) та у готелі «Парк Шератон» (Нью-Йорк).
З того часу Академія звукозапису щорічно вручає музичні премії Греммі в більш ніж 100 категоріях для всіх жанрів і напрямків. Вона об'єднує 18 000 членів: музикантів, продюсерів, звукоінженерів та інших працівників, пов'язаних з музичною індустрією.
З 1993 року штаб-квартира Академії розташована в Санта-Моніці (Каліфорнія).
1997 року Національна академія мистецтва і науки звукозапису створила окремий тематичний підрозділ The Latin Academy of Recording Arts & Sciences, Inc., яка вручає «Latin Grammy Awards».

## Нагороди
Окрім Греммі, Академія звукозапису започаткувала інші нагороди, якими відзначає внесок в галузях музичної індустрії, не охоплених основними категоріями премії Греммі, як от:
- Grammy Lifetime Achievement Award
- Grammy Legend Award
- Grammy Hall Of Fame Award
- Trustees Award
- Technical Granmmy Award

## Структура
Національна академія мистецтва і науки звукозапису має 12 регіональних відділень: Атланта, Чикаго, Флорида, Лос-Анджелес, Мемфіс, Нешвілл, Нью Йорк, Pacific Northwest (Сіетл), Філадельфія, Сан-Франциско, Техас, Вашингтон
У складі Академії діють також наступні проекти:
- «The Producers and Engineers Wing» (P&E Wing) — загальнонаціональна мережа, що об'єднує понад 6 000 звукоінженерів, продюсерів і технічних фахівців. Вона опікується питаннями якості звукозапису, розробки нових технологій, передової технічної практики, освітніх програм для звукозапису та захисту прав працівників звукозапису.[7]

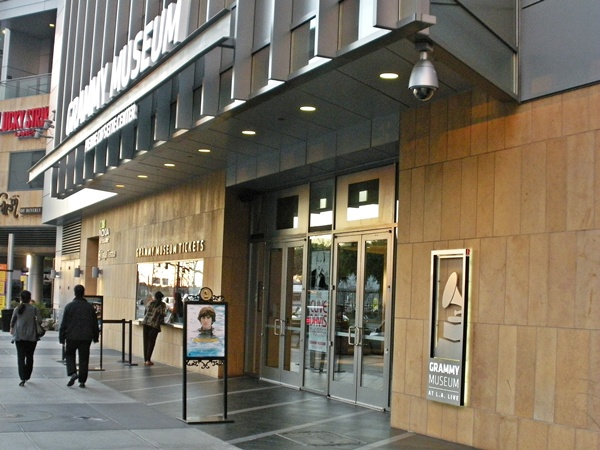
Grammy Museum у Лос-Анджелесі

- «The Grammy University Network» (GRAMMY U) — освітня програма для студентів, переважно віком від 17 до 25 років, присвячена спеціалізації в галузі музичної індустрії, від технології до створення композицій.
- «MusiCares» — філантропічна організація, що надає членам музичної спільноти необхідну допомогу в питаннях фінансового, медичного та особистого соціального забезпечення.
- «Grammy Museum» — музей в Лос-Анджелесі, присвячений історії нагороди Греммі та мистецтву і технології процесу звукозапису, що був відкритий 2008 року на честь п'ятдесятиріччя нагороди. Окрім суто виставкової площі, музей має театральний зал на 200 місць, запроваджує навчальні та публічні програми із фільмами, лекціями та виставами.[8]